# Гудзікевич Станіслав Олександрович
Станіслав Олександрович Гудзікевич (нар. 7 березня 1978, Могилів-Подільський, Вінницька область, УРСР) — радянський та український футболіст, півзахисник.
Виступав у вищих дивізіонах Молдови, Казахстану, Білорусі й України. З капітанською пов'язкою виводив на поле команди ПФК «Севастополь», «Арсенал» (Біла Церква) та МФК «Миколаїв». Є одним з рекордсменів «Севастополя» за кількістю проведених матчів.

## Кар'єра гравця
У 1995 році після закінчення школи почав грати у професійний футбол в команді «Ністру» (Атаки), яка виступала у вищому дивізіоні чемпіонату Молдови. Незабаром був покликаний в армію, де відслужив півтора року. У футбол в цей час грав у першостях області та Збройних Сил, при цьому тренувальні збори проходив з «Ністру». Після демобілізації ще близько півроку пограв у молдовській команді. Потім рік виступав у чемпіонаті Казахстану в складі «Батира» і «Жетису».
Після повернення в Україну грав у Прилуках за «Європу» в аматорському чемпіонаті, звідки був запрошений на перегляд в сімферопольську «Таврію». Тренер кримчан Валерій Петров, за словами Гудзікевича, хотів бачити його в «Таврії», але сам футболіст не знайшов порозуміння у фінансовому питанні з керівництвом клубу.
Наступний рік Гудзікевич провів у берестейському «Динамо». Через рік Валерій Петров, який тоді вже очолив «Севастополь», запросив півзахисника до себе. У Севастополі Гудзікевич відіграв з перервою на київську «Оболонь» шість з половиною років. Виходив на поле в 182 матчах, що є другим найкращим результатом в історії клубу. Його прізвище значилося в заявочних списках перших восьми сезонів, проведених ПФК «Севастополь» в чемпіонатах України. Виводив команду на поле як капітан. Ставав переможцем чемпіонату другої ліги. Наприкінці 2009 року, після завершення чергового контракту, футболіст і клуб прийняли спільне рішення не продовжувати його. По завершенні співпраці клуб преміював Гудзікевича грошовою премією та цінним подарунком.
Взимку 2010 року уклав контракт з маріупольським «Іллічівцем». Був включений в заявку команди на Прем'єр-лігу. 27 лютого 2010 року дебютував у вищому дивізіоні, вийшовши на заміну на 68-ій хвилині замість Ігоря Тищенка в гостьовому матчі проти запорізького «Металурга». Цей матч став єдиним для Станіслава в українській Прем'єр-лізі. Ще 8 ігор провів Гудзикевич в команді дублерів «Іллічівця». Після завершення сезону перейшов у білоцерківський «Арсенал».
Після завершення контракту з «канонірами» на початку сезону 2011/12 років перейшов у МФК «Миколаїв», який, при однакових фінансових умовах з Білою Церквою, перебував територіально ближче до Севастополя, де проживала сім'я футболіста. Досвідчений півзахисник за короткий період став головним каталізатором атак «корабелів», одним з лідерів команди, а також був обраний віце-капітаном. У наступному сезоні став повноправним капітаном. По завершенні сезону 2012/13 років покинув МФК «Миколаїв».
У серпні 2013 року продовжив кар'єру в іншій миколаївській команді - аматорському «Торпедо». Брав участь у матчах чемпіонату області та аматорського чемпіонату й Кубка України. Паралельно в 2014 році завоював Кубок Криму в складі «Гвадійця» (Гвардійське).
У червні 2014 року був капітаном збірної команди міста Севастополя, яка брала участь в турнірі на призи Президента Татарстану, який відбувся в Набережних Човнах. Севастопольці стали володарями трофея, а Гудзікевич був визнаний найкращим півзахисником турніру.
Після окупації Криму Російською Федерацією та організації в Севастополі фейкового російського т.зв. ФК СКЧФ, Гудзікевич добровільно отримав російське громадянство і був запрошений до «нового клубу». 29 липня 2014 року взяв участь в першому в історії СКЧФ матчі: в контрольній грі проти ялтинської «Жемчужини» вивів команду на поле в ранзі капітана. Оскільки ФІФА не зареєструвала клуб в системі реєстрації трансферів, СКЧФ не зміг укладати контракти з футболістами, у яких трансферні сертифікати в інших країнах, тому Гудзікевич не зміг бути заявлений в чемпіонат Росії і в серпні 2014 року було заявлено за «СКЧФ Севастополь-2» в чемпіонаті Криму.
У грудні 2015 року завершив кар'єру гравця і був призначений керівником селекційної служби СКЧФ. У лютому 2016 року став тренером СКЧФ. При цьому в заявці клубу на сайті КФС числиться адміністратором.

## Стиль гри
На поле займав позицію лівого крайнього півзахисника з акцентом на атаку. Міг зіграти також зліва в захисті і навіть справа в півзахисті. Невисокий, легкий і швидкісний лівша. Його активність неодноразово призводила до файлів суперників , а виконані ним після цього зі стандартних положень гострі навіси, приводили до небезпеки в штрафному майданчику суперника. Володів лідерськими якостями.

## Сім'я
Одружений. Дружина родом з Макіївки. Пара розписалася в Севастополі.

## Досягнення
Севастополь
- Друга ліга чемпіонату України
  -  Чемпіон (1): 2006/07

## Статистика
Станом на 18 листопада 2014 року.
| Клуб               | Сезон             | Чемпіонат         | Чемпіонат | Чемпіонат | Дубль | Дубль | Кубок | Кубок | інше  | інше | Загалом | Загалом |
| Клуб               | Сезон             | Р                 | Матчі     | Голи      | Матчі | Голи  | Матчі | Голи  | Матчі | Голи | Матчі   | Голи    |
| ------------------ | ----------------- | ----------------- | --------- | --------- | ----- | ----- | ----- | ----- | ----- | ---- | ------- | ------- |
| «Ністру» (Атаки)   | 1995/96           | І                 | 4         | 1         | —     | —     | —     | —     | —     | —    | 4       | 1       |
| «Ністру» (Атаки)   | Загалом           | Загалом           | 4         | 1         | 0     | 0     | 0     | 0     | 0     | 0    | 4       | 1       |
| Кіровець           | 1998/99           | люб.              | 13        | 3         | —     | —     | 4     | 0     | —     | —    | 17      | 3       |
| Кіровець           | Загалом           | Загалом           | 13        | 3         | 0     | 0     | 4     | 0     | 0     | 0    | 17      | 3       |
| Батир              | 2000              | І                 | 10        | 0         | —     | —     | —     | —     | —     | —    | 10      | 0       |
| Батир              | Загалом           | Загалом           | 10        | 0         | 0     | 0     | 0     | 0     | 0     | 0    | 10      | 0       |
| Жетису             | 2000              | І                 | 12        | 0         | —     | —     | —     | —     | —     | —    | 12      | 0       |
| Жетису             | Загалом           | Загалом           | 12        | 0         | 0     | 0     | 0     | 0     | 0     | 0    | 12      | 0       |
| Європа             | 2000/01           | люб.              | 17        | 3         | —     | —     | —     | —     | —     | —    | 17      | 3       |
| Європа             | Загалом           | Загалом           | 17        | 3         | 0     | 0     | 0     | 0     | 0     | 0    | 17      | 3       |
| Динамо (Берестя)   | 2002              | І                 | 13        | 0         | —     | —     | —     | —     | —     | —    | 13      | 0       |
| Динамо (Берестя)   | Загалом           | Загалом           | 13        | 0         | 0     | 0     | 0     | 0     | 0     | 0    | 13      | 0       |
| Севастополь        | 2002/03           | ІІІ               | 14        | 3         | —     | —     | —     | —     | —     | —    | 14      | 3       |
| Севастополь        | 2003/04           | ІІІ               | 28        | 2         | —     | —     | 1     | 1     | —     | —    | 29      | 3       |
| Севастополь        | 2004/05           | ІІІ               | 21        | 3         | —     | —     | 1     | 0     | —     | —    | 22      | 3       |
| Севастополь        | Загалом           | Загалом           | 63        | 8         | 0     | 0     | 2     | 1     | 0     | 0    | 65      | 9       |
| Оболонь            | 2005/06           | ІІ                | 8         | 0         | —     | —     | 0     | 0     | —     | —    | 8       | 0       |
| Оболонь            | Итого             | Итого             | 8         | 0         | 0     | 0     | 0     | 0     | 0     | 0    | 8       | 0       |
| Оболонь-2          | 2005/06           | ІІІ               | 5         | 1         | —     | —     | —     | —     | —     | —    | 5       | 1       |
| Оболонь-2          | Итого             | Итого             | 5         | 1         | 0     | 0     | 0     | 0     | 0     | 0    | 5       | 1       |
| Севастополь        | 2005/06           | ІІІ               | 14        | 3         | —     | —     | —     | —     | —     | —    | 14      | 3       |
| Севастополь        | 2006/07           | ІІІ               | 20        | 6         | —     | —     | 5     | 0     | —     | —    | 25      | 6       |
| Севастополь        | 2007/08           | ІІ                | 31        | 3         | —     | —     | 2     | 0     | —     | —    | 33      | 3       |
| Севастополь        | 2008/09           | ІІ                | 25        | 4         | —     | —     | 1     | 0     | —     | —    | 26      | 4       |
| Севастополь        | 2009/10           | ІІ                | 14        | 3         | —     | —     | 1     | 0     | —     | —    | 15      | 3       |
| Севастополь        | Загалом           | Загалом           | 104       | 19        | 0     | 0     | 9     | 0     | 0     | 0    | 113     | 19      |
| «Іллічівець»       | 2009/10           | І                 | 1         | 0         | 8     | 2     | —     | —     | —     | —    | 1       | 0       |
| «Іллічівець»       | Загалом           | Загалом           | 1         | 0         | 8     | 2     | 0     | 0     | 0     | 0    | 1       | 0       |
| Арсенал            | 2010/11           | ІІ                | 21        | 4         | —     | —     | 1     | 0     | —     | —    | 22      | 4       |
| Арсенал            | 2011/12           | ІІ                | 3         | 0         | —     | —     | —     | —     | —     | —    | 3       | 0       |
| Арсенал            | Загалом           | Загалом           | 24        | 4         | 0     | 0     | 1     | 0     | 0     | 0    | 25      | 4       |
| Миколаїв           | 2011/12           | ІІ                | 25        | 2         | —     | —     | 1     | 1     | 1     | 1    | 27      | 4       |
| Миколаїв           | 2012/13           | ІІ                | 25        | 2         | —     | —     | 1     | 1     | —     | —    | 26      | 3       |
| Миколаїв           | Загалом           | Загалом           | 50        | 4         | 0     | 0     | 2     | 2     | 1     | 1    | 53      | 7       |
| Торпедо            | 2013              | ам.               | —         | —         | —     | —     | 2     | 0     | —     | —    | 2       | 0       |
| Торпедо            | 2014              | ам.               | 5         | 0         | —     | —     | —     | —     | —     | —    | 5       | 0       |
| Торпедо            | Загалом           | Загалом           | 5         | 0         | 0     | 0     | 2     | 0     | 0     | 0    | 7       | 0       |
| СКЧФ Севастополь-2 |                   |                   |           |           |       |       |       |       |       |      |         |         |
| 2014               | ам.               | 8                 | 2         | —         | —     | —     | —     | —     | —     | 8    | 2       |         |
| Загалом            | Загалом           | 8                 | 2         | 0         | 0     | 0     | 0     | 0     | 0     | 8    | 2       |         |
| Усього за кар'єру  | Усього за кар'єру | Усього за кар'єру | 294       | 37        | 8     | 2     | 14    | 3     | 1     | 1    | 309     | 41      |

Джерела статистичних даних: офіційні сайти ФФУ [Архівовано 8 серпня 2017 у Wayback Machine.], УПЛ та ФК СКЧФ Севастополь, сайти teams.by [Архівовано 8 серпня 2017 у Wayback Machine.] та kaz-football.kz [Архівовано 8 серпня 2020 у Wayback Machine.]